# الأشخاص الصم في الألعاب الأولمبية

الأشخاص الصم في الألعاب الأولمبية- تنافس عدد من الأعبين الذين يعانون الصم في الألعاب الأولمبية الحديثة، ويذكر أن أول من عرف في هذا المجال هو أوسكار ويتزيل ، وهو غواص فنلندي تنافس في الألعاب الأولمبية عام 1908 في لندن .
في بعض الحالات، تم إجراء بعض التعديلات من أجل ستيعاب الرياضيين الصم.  
(هناك أيضًا حدث خاص للاعبين الذين يعانون الصم، وهو Deaflympics ، الذي تنظمه اللجنة الدولية للرياضة للصم . ويقام هذا الحدث أيضًا كل أربع سنوات، وسوف يكون بعض الأشخاص الذين تم ذكرهم في هذه المقالة قد تنافسوا هناك أيضًا).

## العاب الصيف

### الرياضيون
الجدول أدناه يوضح الرياضيين الذين يعانون الصم المعروفين الذين تنافسوا في الألعاب الأولمبية. وقد تنافس جميعهم في دورة الألعاب الأولمبية للصم، أو كانوا يستعدوا للتاهل للقيام بذلك. وللتأهل إلى الألعاب الأوليمبية للصم، "يجب أن يكون لدى الرياضيين فقدان سمع لا يقل عن 55 ديسيبل في "أذنهم الأفضل". لا يُسمح في المنافسة باستخدام المعينات السمعية وزرع القوقعة وما شابه ذلك، وذلك من اجل وضع جميع الرياضيين على نفس المستوى"  ومن ناحية اخري نحد انه في الألعاب الأوليمبية، لا يوجد قيود على فقدان السمع أو استخدام المعينات السمعية.
| اللاعب (البلد)                               | الألعاب الأولمبية للصم                                            | الألعاب الأولمبية للصم | الألعاب الأولمبية للصم | الألعاب الأولمبية                                                        | الألعاب الأولمبية | الألعاب الأولمبية |
| -------------------------------------------- | ----------------------------------------------------------------- | ---------------------- | ---------------------- | ------------------------------------------------------------------------ | ----------------- | ----------------- |
| اللاعب (البلد)                               | العاب                                                             | رياضة                  | ميدالية                | ألعاب                                                                    | رياضة             | ميدالية           |
| أوسكار وينزيل( فلندا)                        |                                                                   |                        |                        | لندن (1908) ستوكهولم (1912)                                              | الغوص             |                   |
| كارلو أورلاندي (ايطاليا)                     |                                                                   |                        |                        | أمستردام (1928)                                                          | الملاكمة          | ذهبية             |
| دونالد جولان (المملكة المتحدة)               |                                                                   |                        |                        | أمستردام (1928)                                                          | تجديف             | فضية              |
| إجنازبوفابرا (إبطاليا)                       | هلسنكي (1961) واشنطن (1965) بلغراد (1969)                         | المصارعة               | 2 ذهب 2 فضة برونزية    | هلسنكي (1952) ملبورن (1956)                                              | مصارعة            | 2فضة              |
| إلديكو ريتو (المجر)                          |                                                                   |                        |                        | روما (1960) طوكيو (1964) مكسيكو سيتي (1968) ميونخ (1972) مونتريال (1976) | سياج              | 2ذهب 3فضة برونزية |
| جيرهارد سبيرلينج(ألمانيا)                    | هلسنكي(1961) بلغراد(1969) بوخارست (1977)                          | ألعاب قوى              | 2ذهب 3فضة              | طوكيو (1964) مكسيكو سيتي(1968) ميونخ (1972)                              | ألعاب القوى       |                   |
| فياتشيسلاف سكوموروحوف (الأتحاد السوفيتي)     | بلغراد (1969) مالمو (1973) بوخارست (1977) كولن (1981)             | ألعاب قوى              | 10ذهب 2فضة برونزية     | مكسيكو سيتي(1968)                                                        | ألعاب القوى       |                   |
| جيفري فلوت (الولايات المتحدة الأمريكية)      | بوخارست (1977)                                                    | سباحة                  | 11ذهب                  | لوس انجلوس (1984)                                                        | سباحة             | ذهبية             |
| دين بارتون سميث (أستراليا)                   | لوس انجلوس (1985) كرايستشيرس (1989) صوفيا(1993) ملبورن(2005)      | ألعاب قوى              | 3ذهب 4فضة برونزية      | برشلونة(1992)                                                            | العاب القوى       |                   |
| تيرينس باركين (جنوب أفريقيا)                 | كوبنهاجن(1997) روما (2001) ملبورن(2005) تايبيه (2009) صوفيا(2013) | سباحة ركوب الدراجات    | 29ذهب 2فضية برونزية    | سيدني(2000) أثينا(2004)                                                  | سباحة             | فضية              |
| فرانك بارتوليلو (استراليا)                   |                                                                   |                        |                        | أثينا(2004)                                                              | سياج              |                   |
| هوغو باسوس (البرتغال)                        | كوبنهاجن (1997) روما (2001) ملبورن (2005) تايبيه (2009)           | مصارعة                 | 4ذهب 2فضة برونزية      | أثينا(2004)                                                              | مصارعة            |                   |
| توني آلي (المملكة المتحدة)                   |                                                                   |                        |                        | أثينا (2004)                                                             | غوص               |                   |
| تاميكا كاتشينجز (الولايات المتحدة الأمريكية) |                                                                   |                        |                        | أثينا (2004) بكين (2008) لندن (2012) ريو (2016)                          | كرة سلة سيدات     | 4ذهب              |
| كريس كولويل (الولايات المتحدة الأمريكية)     |                                                                   |                        |                        | بكين (2008) لندن (2012)                                                  | الغوص             |                   |
| ديفيد سميث (الولايات المتحدة الأمريكية)      |                                                                   |                        |                        | لندن (2012) ريو (2016) طوكيو (2020)                                      | الكرة الطائرة     | برونزية           |
| جاكوب نوسيك (جمهورية التشيك)                 | تابية (2009) صوفيا (2013) سامسون (2017)                           | ألعاب قوى              |                        | بيونج تشانج (2018)                                                       | زلاجة جماعية      |                   |
| ديكشا داجار (الهند)                          | سامسون (2017)                                                     | الجولف                 | فضية                   | طوكيو (2020)                                                             | الجولف            |                   |

### حفل الافتتاح
| الشخص (الأمة)                  |           |                             |       |
| الشخص (الأمة)                  | ألعاب     | دور                         | مراجع |
| ------------------------------ | --------- | --------------------------- | ----- |
| جوقة KAOS (المملكة المتحدة)    | لندن 2012 | أدى النشيد الوطني البريطاني | [ 4 ] |
| إيفلين جليني (المملكة المتحدة) | لندن 2012 | عازف الإيقاع الرئيسي        | [ 5 ] |
| مايك هوثورن (المملكة المتحدة)  | لندن 2012 | راقصة                       | [ 6 ] |